# 斯塔維謝區

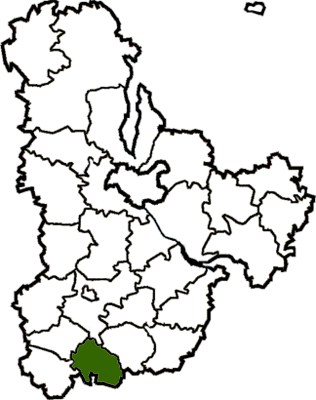
废除前斯塔維謝區在基辅州的位置

斯塔維謝區（烏克蘭語：Ставищенський район），曾是烏克蘭的一個區，位於該國中北部，由基輔州負責管轄，首府設於斯塔維謝，面積674平方公里，2015年人口22,788，人口密度每平方公里33.8人。
该区在2020年7月18日的乌克兰行政区划改革中被撤销，改革后基辅州下分为7个区。